# Скулптура Маршал Тито (Аугустинчић)
Скулптура Маршал Тито, коју је 1948. године у бронзи израдио вајар Антун Аугустинчић, подизана је широм Југославије. Прве скице за споменик Аугустинчић је израдио још 1943. године, недуго након доласка у партизане. Већ је тада израдио Титову бисту која је била изложена на подијуму у дворани Другог заседања АВНОЈ-а. Аугустинчић је коначно 1948. године извајао Титов споменик, који је постављен поред његове родне куће у Кумровцу. Након тога су примерци овог споменика подизани широм Југославије по градовима (Београд, Сарајево, Велење,...), музејима и галеријама. Најновији Аугустинчићев споменик Тита подигнут је у Скопљу и отворен 29. новембра 2013. године, поводом 70. годишњице Другог заседања АВНОЈ-а, на којем је, међу осталим, Македонцима званично призната равноправност с осталим народима Југославије.
Мирослав Крлежа је у предговору за фотомонографију о Антуну Аугустинчићу 1968. године овако описао свој утисак о споменику:
…Тито, заогрнут војничком кабаницом, у готово меланколичној силхуети, није моделиран побједнички; ратовало се онда већ трећу годину под рискантним околностима, у опасној неизвјестности какву свакодневно доноси герила, пак је и овај портрет настао у непосредној близини њемачке армаде, кад су њемачке блиндиране дивизије биле удаљене једва неколико километара. Овај Аугустинчићев Тито, у партизанском шињелу, који је развио барјак отпора у хисторијском тренутку кад су се сви политичари наше земље предали на милост и немилост, није приказан у пози команданта на челу својих бригада; то је лик човјека коме је глава клонула од тешких брига, који замишљен кружи у узаном дворишту јајачке тврђаве, као што је кружио у робијашкој чоји по тамничким двориштима годинама.

## Списак скулптура
Наводно је широм бивше Југославије подигнуто 40-ак примерака Аугустинчићевог Маршала Тита, не рачунајући бисте изведене из споменика; највећи део њих налази се или се налазио у бројним музејима, а њих шест је остварено у јавном простору. Неке од локација, где су се налазили или се налазе примерци споменика, су:
- Кумровец – поред Титове родне куће, подигнут 1948, миниран 2004.[4] и убрзо обновљен
- Велење – највећи Титов споменик на свету (6 м), подигнут 1977.
- Љубљана - Господарско разставишче 1958, премештен у Брдо при Крању 1991.[5]
- Скопље – испред гимназије „Маршал Тито“, подигнут 2013.
- Сарајево – испред кампуса Сарајевског универзитета
- Сарајево - Историјски музеј Босне и Херцеговине
- Београд – две скулптуре у кругу Музеја историје Југославије и две скулптуре у згради Војног музеја
- Јајце – унутар Музеја Другог заседања АВНОЈ-а
- Клањец – у кругу Галерије Антуна Аугустинчића
- Кореница – налазио се унутар локалног музеја
- Крупањ - Дом културе "Политика" (не оригинална локација)
- Рудо – налазио се унутар Музеја Прве пролетерске бригаде, током рата у БиХ продан ужичкој фирми „Синма“, где се налазио до 2015. године када га је откупио „Мануал музеј заборављених уметности” из Новог Сада[6]
- Подгорица – споменик откривен 2018. године на дан ослобођења Подгорице у Другом светском рату[7]

## Галерија
- Споменик у Кумровцу 1958. године
- Споменик у Кумровцу
- Споменик у Кумровцу
- Споменик у Сарајеву
- Споменик у кругу Музеја Југославије, Београд
- Споменик у кругу Музеја Југославије, Београд
- Споменик у Велењу
- Споменик у кругу Галерије Антуна Аугустинчића, Клањец
- Споменик у Скопљу
- Споменик у Подгорици
- Споменик у Историјском музеју Босне и Херцеговине